# Eric Kripke
Pour les articles homonymes, voir Kripke.
Eric Kripke est un scénariste, producteur et réalisateur américain né le 24 avril 1974 à Toledo (dans l'Ohio, aux États-Unis). Il a notamment créé la série Supernatural,   Timeless et plus récemment, The Boys.

## Filmographie

### Scénariste

#### Cinéma
- 1997 : Battle of the Sexes
- 1997 : Truly Committed
- 2005 : Boogeyman
- 2018 : La Prophétie de l'horloge (The House with a Clock in Its Walls) d'Eli Roth

#### Télévision
- 2003 : Jane et Tarzan
- 2005-2019 : Supernatural
- 2012 : Revolution
- 2016 : Timeless
- 2019- : The Boys

### Producteur
- 1997 : Truly Committed
- 2005 : Boogeyman
- depuis 2019 : The Boys (série TV)
- 2022 : The Boys présentent : Les Diaboliques (série TV d'animation)
- 2023 : Gen V (série TV)

### Réalisateur
- 1997 : Battle of the Sexes
- 2005 - 2020 : Supernatural

## Distinctions

### Récompenses
- Slamdance Film Festival 1998 : Lauréat du Prix du Public pour Truly Committed (1997).
- 42e cérémonie des Saturn Awards 2016 : Lauréat du Prix pour Dan Curtis Legacy (Le producteur et écrivain Eric Kripke est le créateur et producteur de l'une des émissions de genre les plus populaires de la télévision, Supernatural, diffusée depuis 2005. Le travail d'Eric comprend également les séries NBC Revolution, Ghost Facers et Jane et Tarzan qu'il a créées avec Mike Werb et Michael Colleary. Son plus récent projet est le prochain événement télévisé, Time. Eric est l'un des showrunners les plus titrés et les plus recherchés de la télévision aujourd'hui.).

### Nominations
- Festival du film d'Austin 1997 : Lauréat du Prix du meilleur court-métrage pour Truly Committed (1997).